# ドッキドキ!LOVEメール
「ドッキドキ!LOVEメール」（ドッキドキ!ラブメール）は、松浦亜弥のデビュー・シングル。2001年4月11日に発売された。

## 概要
つんくが作詞・作曲・プロデュースをつとめた。
歌の舞台は下北沢。ドッキドキで彼からのメールを待っている下北沢在住の女の子を表現している。
オリコンチャートで最高10位を記録し、72,070枚の売り上げを記録した。
テレビ東京系列『アイドルをさがせ!』オープニングテーマ。

## 収録曲
全作詞・作曲：つんく
1. ドッキドキ!LOVEメール [4:30]
編曲：高橋諭一
2. 待ち合わせ [4:43]
編曲：AKIRA
3. ドッキドキ!LOVEメール (Instrumental) [4:27]

## 参加ミュージシャン
ドッキドキ!LOVEメール
- プログラミング&ギター：高橋諭一
- ピアノ&オルガン：大山太一
- ブルースハープ：松田幸一
- ストリングス：桑野聖ストリングス
- コーラス：松浦亜弥・つんく
- Boys&Girlsボイス：AYA・ONE COINS

待ち合わせ
- プログラミング&コーラス：AKIRA

## カバー
- 喜多村英梨（名取羽美名義） - アルバム『かってに改蔵 コンセプトアルバム スーパーDX超合金』（2011年12月14日発売）に収録[2]。
- 加納エミリ×イックバル - トリビュートアルバム『シューティング スター』（2024年11月11日発売）に収録。